# Клан Іннс

Гребінь клану Іннс.

Клан Іннс (шотл. - Clan Innes) - один з кланів рівнинної частини Шотландії - Лоуленду. На сьогодні клан не має визнаного герольдами Шотландії та Лордом Лева вождя, тому називається в Шотландії «кланом зброєносців».
Гасло клану: BE TRAIST - будь вірним.
Регіон: Морея
Символ клану: очерет
Останній вождь клану: Сер Джеймс Іннс - VI баронет Іннс (пом. 1907.1823 р.)
Резиденція вождів клану: Замок Іннс
Ворожий клан: Данбар

## Історія клану Іннс
Клан Іннс - давній шотландський клан. Згідно історичних переказів клан походить від лицаря Бервальда (Berowald) родом з Фландрії, якому король Шотландії Малкольм IV подарував за вірну службу землі Іннс в Мореї і титул барона. Землі Іннс знаходились на південному березі затоки Морей-Ферт і простягалися на 10 км між річками Спей та Лоссі.
Онук Бервальда - сер Волтер Іннс був першим, хто взяв собі назву Іннс і в 1226 році отримав від короля Шотландії Олександра II підтвердження на володіння баронством Іннс.
У 1381 році помер VIII лорд Іннс, якого називали «Добрий сер Роберт». Він лишив по собі трьох синів: спадкоємця Олександра - IX лорда Іннс, що одружився з Джаннет - дочкою останнього тана (вождя) клану Аберхірдер і через цей шлюб успадкував землі в Абердинширі; Джона - він став єпископом Мореї і відновив кафедральний собор Елгін, що був зруйнований Баденохським Вовком; Джорджа - він очолив орден монахів трінітаріїв. Олександру успадкував син Волтер. Він став вождем клану і був на цій посаді протягом 56 років до своєї смерті в 1454 році. Клан розширював свої володіння, клан міцнів, багатів, ріс чисельно, процвітав.
Син Олександра - сер Роберт - XI лорд Іннс брав участь у битві під Брехін проти лорда Хантлі. Його старший син Джеймс служив зброєносцем королю Якову III, а в 1490 році приймав у родовому замку Іннс короля Якова IV.
Сер Роберт - XX вождь клану Іннс був депутатом парламенту від Мореї. Він у 1625 році отримав від короля Карла І титул баронета Нової Шотландії і в 1650 році заснував місто Порт-Гармут. Сер Джеймс Іннс - VI баронет Іннс та XXV вождь клану Іннс у 1767 році продав землі Іннс графу Файф і переселився в Англію. Він повернувся в Шотландію в 1805 році і став V герцогом Роксборо. Джеймс - VI герцог Роксборо у 1836 році став графом Іннс.
З гілок клану Іннс відома гілка Бархет з Балверні, що виникла від Волтера Іннса з Іннермарки, сина Роберта Іннсв - XI вождя клану. Відома ще гілка Іннс Кокстон - гілка з Іннермарки, що була відома побудовою в XVI столітті прекрасного замку Кокстон біля Елгіна.

## Септи клану Іннс
- Ennes
- MacTary
- Milnes
- Marnoch
- Mitchell
- Ennis
- Maver
- Oynie
- Ince
- Mavor
- Redford
- Inch
- McInnes
- Reidford
- Inness
- Middleton
- Thain
- Innis
- Mill
- Wilson
- MacRob
- Milne
- Yunie